# بي بليد ميتال فور دي
بي بليد ميتال فور دي (بالإنجليزية: Beyblade Metal 4D) مسلسل تلفزيوني كرتوني ياباني مدبلج بالعربية.يحكى عنه قصة الشظية النجمية التي في يد الشرير عبوس وتصيب البلابل ليصبحوا لاعبًا اسمه اللاعب الأسطورى الذي يحكي عنه جودي (يوكي) مع أبطال الجزء 4 والجزء 5 انتظروا عودة الجزء 6 في إصابة البلابل وتحديد قصة الشظية النجمية في حلقات جديدة على سبيستون

## الشخصيات

### الأبطال
- يمان (غينغا) وهو يمتلك بلبه الحصان الجاموح، وهو شخص عاد من جديد، وهو اللاعب الأسطورى الأول.
- جودى (يوكي) وهو ولد صغير جديد وعاد في شكله الجديد، ويمتلك بلبله الجديد المحارب، وهو اللاعب الأسطورى الرابع بعد منازلته لـ بارق، ويحكى عن قصة الشظية النجمية التي في يد الشرير عبوس مع بلبله الاسطوري المحارب
- كمال (كيويا) وهو شخص قوى ومهزم وعاد في شكله الجديد، وهو اللاعب الأسطورى الثاني بعد يمان، وهو يمتلك بلبله الليث ذى المخالب.
- لبنى (مادوكا) وهى شخصية أنيقة ومحبوبة وعادت في شكلها الجديد، لا تمتلك بلبللاً.
- عفيف (بينكي) وهو شخص عاد من جديد، ويمتلك بلبله الثور العنيف.
- بارق (ريوغا) وهو شخص أناني نوعا ما ، ويمتلك بلبله التنين المدمر، وهو اللاعب الأسطورى الثالث بعد كمال، وهو يعتبر أقوى لاعب بلابل في العالم الوحيد الذي استطاع هزمته هو عبوس.
- ربيع (كينتا) وهو شخص عاد من جديد في شكله الجديد، ويمتلك بلبله القوس الناري، وكان يصبح لاعبًا أسطوريًا مثل اللاعبين الأسطوريين الآخرين.
- سمير(دينامس) وهو حفيد أحد المحاربين الذين هزموا عبوس، وهو اللاعب الأسطورى السابع، ويمتلك بلبله سيد الوحوش .
- تيتي اللاعب الأسطوري والقوي والأصغر في جميع سلسلة بي بليد يمتلك بلبل الفرس المجنح

### اللاعبون الاسطوريون
- يمان مع بلبله الاسطورى الحصان الجاموح .
- كمال مع بلبله الاسطورى الليث ذى المخالب .
- بارق مع بلبله الاسطورى التنين المدمر .
- سعيد مع بلبله الاسطورى المذنب الناري .
- سمير مع بلبله الاسطورى سيد الوحوش .
- انيس مع بلبله الاسطورى فارس الشعلة .
- جمال مع بلبله الاسطورى الوحش ذو المنجل .
- تي تي مع بلبله الاسطورى الفرس المجنح .
- جودي مع بلبله الاسطورى المحارب .
- راجو الشرير مع بلبله الضعيف عبوس .

### البلابل
- الحصان الجموح وهو بلبل يمتلكه أقوى لاعب أسطوري وهو يمان.
- المحارب وهو بلبل جديد يمتلكه اللاعب الأسطورى الصغير جودى (يوكى).
- الليث ذى المخالب وهو بلبل يمتلكه اللاعب الأسطورى كمال، وهو قوي مدافع ومهاجم.
- الثور العنيف وهو بلبل يمتلكه اللاعب عفيف.
- التنين المدمر وهو بلبل يمتلكه اللاعب الأسطورى القوي والمخيف بارق.
- قوس اللهب وهو بلبل يمتلكه اللاعب ربيع.
- سيد الوحوش وهو بلبل يمتلكه اللاعب الأسطورى سمير
- عبوس و هو بلبل الشرير راجو الذي تحطم في النهاية من قِبل يمان.

.

## الممثلون
- رغدة الخطيب - يمان، أتباع عاصف
- مجد ظاظا - ربيع، الحاكم أنيس، تيتي
- عادل أبو حسون - عفيف، والد يمان، أوس، راجو، عبوس
- أسيمة يوسف - جودي، سهام، كارل
- لينا ضوا - لبنى، سعيد
- إياس أبو غزالة - كمال، وحيد
- سارة رضوان
و
- يحيى الكفري - بارق، جمال، سمير، أتباع عاصف
- مأمون الرفاعي
- رأفت بازو - عقاب، المعلق، جواد، حيان، شرار، أتباع عاصف
- حنان شقير - حازم

## وصلات داخلية
- سبيستون
- بي بليد